# Estádio Manoel Moreira Sobrinho
O Estádio Manoel Moreira Sobrinho, mais conhecido como Estádio do Sernamby, é um estádio de futebol de São Mateus, no estado do Espírito Santo. É pertencente à Associação Atlética São Mateus. O nome do estádio é em homenagem ao líder religioso Manoel Moreira Sobrinho. Ele foi delegado e, nos horários vagos, dava aulas de português gratuitas para crianças de classe baixa da região.

## História

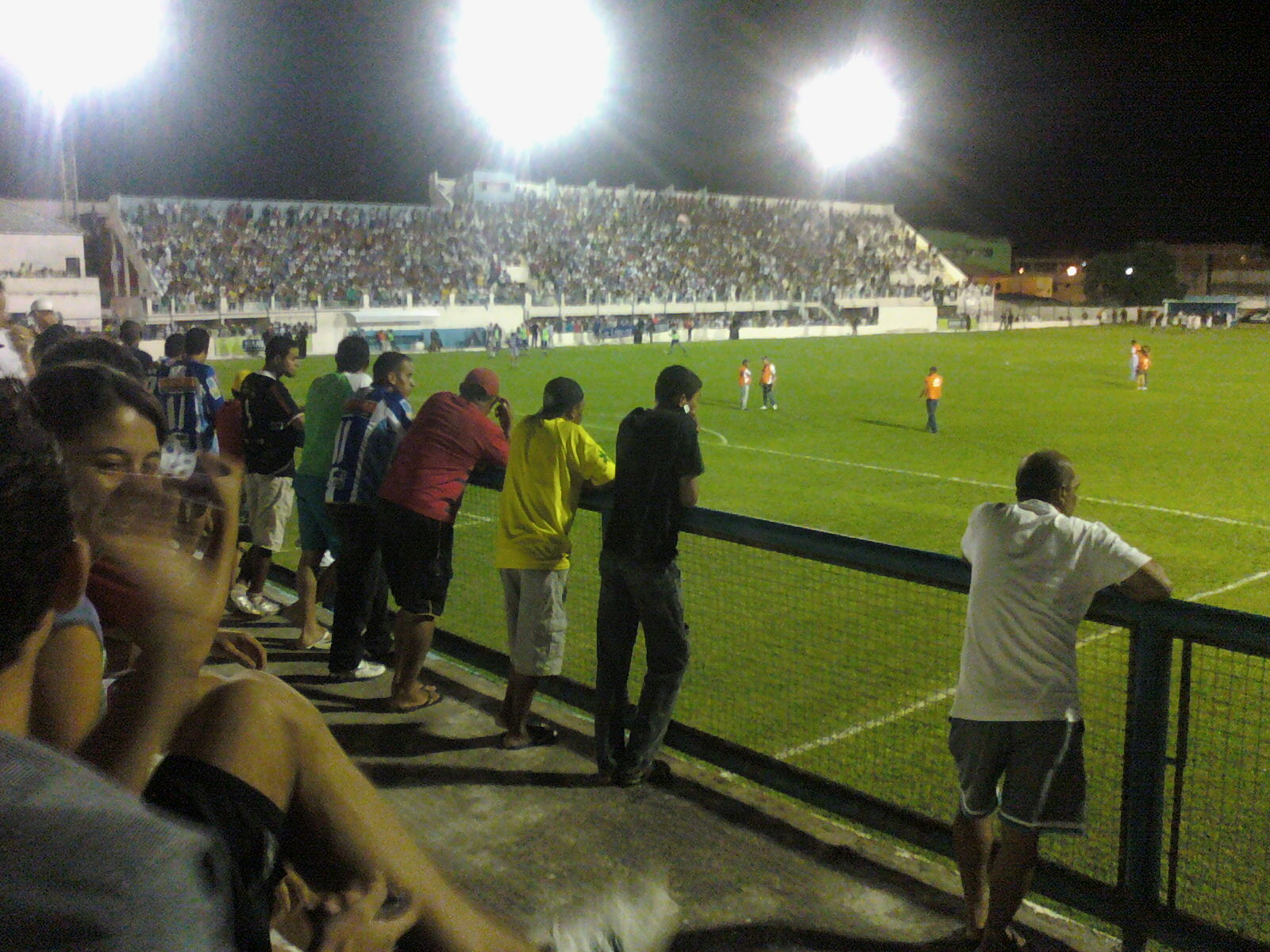

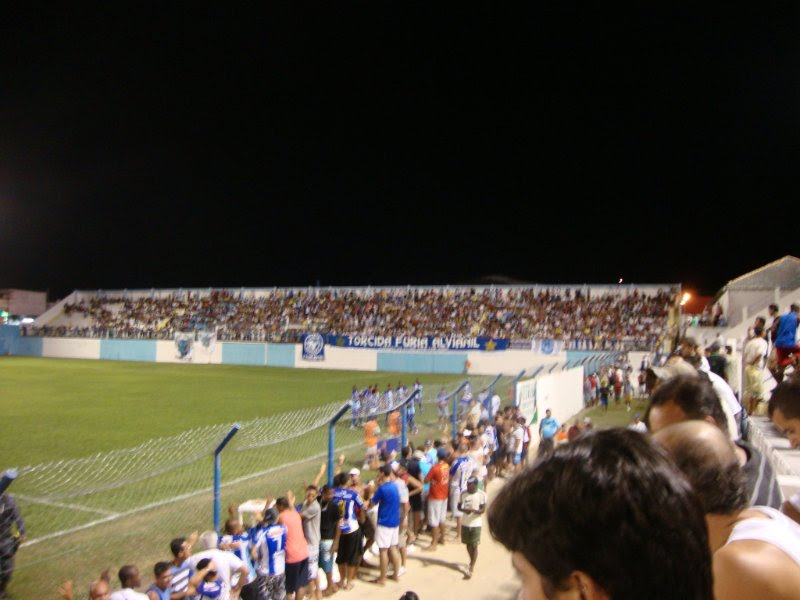

O Estádio Sernamby foi inicialmente idealizado para ser um centro comunitário. O centro contava com salas de aula para cursos de graça e um campo de futebol, onde treinava a Associação Atlética Paroquial, hoje São Mateus. O início foi no dia 13 de dezembro de 1963, quando a comunidade do bairro Sernamby se reuniu a seus líderes e decidiu iniciar a construção de um centro recreativo. Oito dias após essa reunião, o grupo conseguiu a doação de um terreno para a obra, uma área de 16 mil m², cedida pelo prefeito Otívio de Almeida Cunha que apostou também no movimento da comunidade.
A campanha teve ampla repercussão entre outras autoridades da cidade. Uma delas, o então bispo Dom José Dalvit deu sua aprovação ao movimento, colocando-se a inteira disposição da comunidade do Sernamby para ajudar no que pudesse. Com o trabalho incontestável de vários elementos do bairro e o dinamismo de Padre Antônio Pianca, o Centro Educativo e Recreativo foi inaugurado a 5 de março de 1965. As instalações do centro contavam com três salas de aula, uma sala para a escola de datilografia e um amplo salão para reuniões e festas da comunidade. Anexo ao campo havia um sobrado em dois pavimentos que era utilizado como vestiário e alojamento para os jogadores do time.
Sobre a administração do presidente Antônio Bravim, o estádio teve concluída da construção do muro que o cerca. O alambrado e o primeiro lance de arquibancadas foram construídos no ano de 1975, na administração de Ebes Lima Guimarães. Foi na administração de Ebes que houve a fusão do time, que hora se chamava Associação Atlética Desportiva com o Centro Educativo Recreativo. Como resultado da fusão, o clube passou a se chamar Centro Educativo Recreativo Associação Atlética São Mateus, nome que permanece até hoje.
No ano de 1996 houve a conclusão do segundo lance de arquibancadas, num movimento que ficou conhecido como "Campanha do Cimento", onde líderes políticos, empresários e torcedores se mobilizaram para a conclusão da arquibancada. Após a conclusão da expansão, o clube conseguiu, no ano de 1998, junto ao Governo do Estado, um sistema de iluminação, que é utilizado até hoje.
Em 2004, na administração do presidente Paulo Nardoto, um novo lance de arquibancadas foi construído atrás do gol que fica na rua Monsenhor Guilherme Schmidt, ampliando a capacidade do estádio para 7.500 pessoas. Em 2011, o estádio teve sua capacidade reduzida para 4.600 pessoas sentadas para a disputa do Campeonato Brasileiro da Série D de 2011. Em 2013, a diretoria do São Mateus cogitou a venda do estádio devido à interdição das arquibancadas e crise financeira do clube, porém a venda não foi realizada.
O estádio possuía capacidade para 3.854 pessoas até 2016 devido interdição de parte da arquibancada.
Após reformas, teve sua capacidade liberada para 4.500 pessoas para utilização do São Mateus no Campeonato Capixaba de 2017.